# SEAL Team
Pour le jeu vidéo, voir SEAL Team (jeu vidéo).
SEAL Team ou SEAL Team : Cœur et courage au Québec, est une série télévisée américaine dramatique de guerre et d'action,, créée par Benjamin Cavell et diffusée depuis le 27 septembre 2017 sur le réseau CBS et en simultané sur le réseau Global au Canada, pour les quatre premières saisons, puis sur le service Paramount+.
En Belgique, la série est diffusée depuis le 19 juin 2018 sur RTL-TVI puis sur Club RTL, au Québec, depuis le 19 septembre 2018 sur V (Noovo par la suite) et en France‚ depuis le 27 octobre 2018 sur M6.

## Synopsis
La série retrace le quotidien en mission et hors mission d'une équipe de Navy SEAL. Cette équipe planifie et exécute les missions les plus dangereuses confiées à cette unité d'élite des forces armées américaines. La série explore à la fois le côté professionnel et personnel de la vie de ces soldats sur-entraînés, montrant à quel point il est compliqué pour ces supers soldats de concilier vie professionnelle (qui leur demande un investissement à temps plein) et vie de famille.

## Distribution

### Acteurs principaux
- David Boreanaz (VF : Patrick Borg (saisons 1 à 4) puis Jérémie Covillault (à partir de la saison 5) : maître principal Jason Hayes, leader de l'équipe bravo 1
- Max Thieriot (VF : Jim Redler) : Quartier-maître de 1re classe Clay Spenser, bravo 6
- Jessica Paré (VF : Charlotte Marin) : Amanda « Mandy » Ellis
- Neil Brown Jr. (VF : Eilias Changuel) : Premier Maître Raymond « Ray » Perry, meilleur ami de Jason dans l'équipe bravo 2
- A. J. Buckley (VF : Pascal Casanova) : Second-maître Sonny Quinn bravo 3
- Toni Trucks (VF : Audrey Sablé) : lieutenant Lisa Davis
- Judd Lormand (VF : Loïc Houdré) : capitaine de corvette Eric Blackburn, responsable du QG opérationnel (principal saisons 2 et 3 - récurrent saisons 1 et 4)

### Acteurs récurrents
- Alona Tal (VF : Marie Giraudon) : Stella, fiancée de Clay Spencer
- C. Thomas Howell (VF : Serge Faliu) : Ash Spenser, ancien Chef Senior Special Operateur de guerre, écrivain, retraité Navy SEAL, et père de Clay Spenser.
- Michaela McManus (VF : Stéphanie Lafforgue) : Alana Hayes, ex-femme de Jason (saisons 1 et 2)
- Michael Irby (VF : Jérémie Covillault) : Adam Seaver, instructeur de Green Teams des Seals (saisons 1 et 2)
- Jay Hayden (en) (VF : Valentin Merlet) : quartier-maître de 2e classe Brian Armstrong
- Tyler Grey (VF : Franck Gourlat) : second maître Trent Sawyer
- Justin Melnick (VF : Tristan Le Doze) : Second-maitre Brock Reynolds, maitre-chien de l'Unité Bravo
- Marsha Thomason (VF : Laura Zichy) : sergent Vanessa Ryan
- Michael McGrady (en) (VF : Thierry Murzeau) : capitaine Harrington (saison 2)
- Ruffin Prentiss (VF : Gora Diakhaté) : Summer Kairos (saison 2)
- Samantha Sloyan (VF : Caroline Victoria) : Victoria, femme d'Adam Seaver[8] (saison 2)
- Jamie McShane (VF : Pascal Germain) : capitaine Greyson Lindell (saison 3 et 4 )
- Emily Swallow (VF : Alice Taurand) : Dr Natalie Pierce (saison 3 et 4)
- Mike Wade (VF : Namakan Koné) : lieutenant de vaisseau Wes Soto (saisons 4 et 5)

## Production

### Développement
En janvier 2017, à la suite du succès de la série Six, il a été annoncé que CBS avait donné la commande pilote pour un autre projet Navy SEAL. L'épisode a été écrit par Benjamin Cavell qui devait être un producteur exécutif, aux côtés d'Ed Redlich, Sarah Timberman, Carl Beverly, Christopher Chulack. Les sociétés de production impliquées dans le projet pilote comprennent Chulack Productions, East 25 C, Timberman / Beverly Productions et CBS Television Studios.
Satisfaite du pilote, CBS commande la série le 12 mai et annonce, cinq jours plus tard lors des Upfronts, qu'elle sera diffusée à l'automne les mercredis soir.
Le 12 octobre 2017, CBS commande neuf épisodes supplémentaires, portant la saison à vingt-deux épisodes.
Le 27 mars 2018, la série est renouvelée pour une deuxième saison. John Patrick Glenn (en) sera le nouveau showrunner. Michael McGrady et Ruffin Prentiss décrochent des rôles récurrents alors que Judd Lormand est promu à la distribution principale.
Le 9 mai 2019, la série est renouvelée pour une troisième saison, pour la saison 2019-2020.
Le 6 mai 2020, la série est renouvelée pour une quatrième saison.
Le 18 mai 2021, la série est renouvelée pour une cinquième saison, déplacée sur le service Paramount+. Les quatre premiers épisodes seront diffusés les dimanches soir sur le réseau CBS.
Le 1er février 2022, la série est renouvelée pour une sixième saison, composée de dix épisodes, elle sera diffusée sur Paramount+ à partir du 18 septembre 2022.
Le 18 janvier 2023, Paramount+ renouvelle la série pour une septième saison. Le 15 novembre 2023, la plateforme annonce que cette septième saison sera la dernière de la série. Entretemps, la cinquième saison est diffusée à l'automne sur le réseau CBS durant la grève de la Writers Guild of America de 2023.

### Casting
Le casting initial a débuté le mois suivant, dans cet ordre : Neil Brown Jr., Max Thieriot, A. J. Buckley, Toni Trucks, Jim Caviezel (Jason) et Jessica Paré. Après une semaine dans le rôle de Jason, Jim Caviezel quitte pour divergences créatives, et sera remplacé par David Boreanaz.
Le 10 juillet 2019, il a été rapporté que Jamie McShane et Rudy Dobrev avaient joué des rôles récurrents pour la troisième saison.
Le 7 août 2019, Emily Swallow a été choisie à titre récurrent pour la troisième saison.

## Épisodes

### Première saison (2017-2018)
1. La Recrue (Tip of the Spear)
2. D'autres vies (Other Lives)
3. Prise d'otage (Boarding Party)
4. Les Fantômes du passé (Ghosts of Christmas Future)
5. La Chute (Collapse)
6. 14 minutes (The Spinning Wheel)
7. La Loi de la jungle (Borderlines)
8. L'Échange (The Exchange)
9. Passage à l'ouest (Rolling Dark)
10. Jeunesse sacrifiée (Pattern of Life)
11. Risque nucléaire (Containment)
12. Le Baptême du feu (The Upside Down)
13. Frères d'armes (Getaway Day)
14. Jalalabad (Call Out)
15. Terres perdues (No Man's Land)
16. Esprits vengeurs (Never Get Out of the Boat)
17. Jeu de dupes (In Name Only)
18. À distance (Credible Threat)
19. Manipulations (Takedown)
20. Les Frères ennemis (Enemy of My Enemy)
21. Le Cimetière des empires (The Graveyard of Empires)
22. Le Prix à payer (The Cost of Doing Business)

### Deuxième saison (2018-2019)
Elle est diffusée depuis le 3 octobre 2018 sur CBS.
1. Fracture (Fracture)
2. Au fil de l'eau (Never Say Die)
3. Dans la douleur (The Worst of Conditions)
4. Panique à Bombay (All That Matters)
5. La Chute de l'aigle (Say Again Your Last)
6. Le Cartel de Doza (Hold What You Got)
7. Derrière le mur (Outside the Wire)
8. Dans la gueule du loup (Parallax)
9. Une dernière prière (Santa Muerte)
10. Le Dilemme du prisonnier (Prisoner's Dilemma)
11. L'Assaut (Backwards in High Heels)
12. Ce qu'on ne voit pas (Things Not Seen)
13. 20 000 lieues sous la mer (Time to Shine)
14. Les Seigneurs de guerre (What Appears to Be)
15. Dans la ligne de mire (You Only Die Once)
16. Nouveau départ (Dirt, Dirt, Gucci)
17. Paradis perdu (Paradise Lost)
18. Contre-attaque (Payback)
19. Nid de guêpes (Medicate and Isolate)
20. Mise à l'épreuve (Rock Bottom)
21. Jusqu'au bout de l'enfer (My Life for Yours)
22. Le Sens de l'honneur (Never Out of the Fight)

### Troisième saison (2019-2020)
Elle est diffusée depuis le 2 octobre 2019 sur CBS.
1. L'Ombre du passé (Welcome to the Refuge)
2. Oublier et avancer (Ignore and Override)
3. Tension en Azerbaïdjan (Adapt and Overcome)
4. La Force du loup (The Strength of the Wolf)
5. Pris au piège, 1re partie (All Along the Watchtower: Part One)
6. Pris au piège, 2e partie (All Along the Watchtower: Part Two)
7. Dangers invisibles (The Ones You Can't See)
8. Tomber du ciel (Danger Crossing)
9. Virus (Kill or Cure)
10. Esprit de famille (Unbecoming an Officer)
11. État de siège, 1re partie (Siege Protocol: Part One)
12. État de siège, 2e partie (Siege Protocol: Part Two)
13. Dans le brouillard (Fog of War)
14. Oiseaux de nuit (Objects in Mirror)
15. Changement de cap (Rules of Engagement)
16. Dernière localisation connue (Last Known Location)
17. Cessez le feu (Drawdown)
18. Le Choix du destin (Edge of Nowhere)
19. En territoire ennemi (In the Blind)
20. Le Poids du devoir (No Choice in Duty)

### Quatrième saison (2020-2021)
Cette saison de seize épisodes est diffusée depuis le 2 décembre 2020.
1. Seul contre tous (God of War)
2. La Guerre pour toujours (Forever War)
3. Le nouveau normal (The New Normal)
4. Onde de choc (Shockwave)
5. L'Otage (The Carrot or The Stick)
6. L'Horreur a un visage (Horror Has a Face)
7. Les Compteurs à zéro (All In)
8. Engagement (Cover for Action)
9. Vengeance (Reckoning)
10. Une question d'honneur (A Question of Honor)
11. Le Verdict (Limits of Loyalty)
12. Le Revers de la médaille (Rearview Mirror)
13. Sous protection (Do No Harm)
14. En plein cœur (Hollow at the Core)
15. L'Œil sur la cible (Nightmare of My Choice)
16. Le Chant du cygne (One Life to Live)

### Cinquième saison (2021-2022)
Les quatre premiers épisodes ont été diffusés sur le réseau CBS à partir du 10 octobre 2021, et les dix épisodes suivants à partir du 1er novembre sur le service Paramount+.
1. Une confiance relative, 1re partie (Trust, But Verify: Part One)
2. Une confiance relative, 2e partie (Trust, But Verify: Part Two)
3. 11 septembre (Nine Ten)
4. Besoin de vérité (Need to Know)
5. L'Attaque du train (Frog on the Tracks)
6. L'Homme à abattre (Man on Fire)
7. Un air de déjà vu (What's Past Is Prologue)
8. Acte de bravoure (Conspicuous Gallantry)
9. Identifié (Close to Home)
10. Opération Omega (Head On)
11. Le Feu de l'action (Violence of Action)
12. Les Clés du paradis (Keys to Heaven)
13. Piliers de force (Pillar of Strength)
14. Dernière Chance (All Bravo Stations)

### Sixième saison (2022)
Composée de dix épisodes, elle est diffusée depuis le 18 septembre 2022.
1. Low Impact
2. Crawl, Walk, Run
3. Growing Pains
4. Phantom Pattern
5. Thunderstruck
6. Watch Your 6
7. Strange Bedfellows
8. Aces and Eights
9. Damage Assessment
10. Fair Winds and Following Seas

### Septième saison (2024)
Cette dernière saison de dix épisodes est diffusée depuis le 11 août 2024.
1. Chaos in the Calm Part One
2. Chaos in the Calm Part Two
3. Ships in the Night
4. Heroes and Criminals
5. A Perfect Storm
6. Hundred Year Marathon
7. Mission Creep
8. Appetite for Destruction
9. The Sea and the Hills
10. The Last Word

## Audiences
Le pilote a été vu par 9,87 millions de téléspectateurs aux États-Unis, et 2,136 millions au Canada. Le deuxième épisode a quant à lui attiré un moins grand public, car celui-ci a recueilli une audience de 8,39 millions de téléspectateurs aux États-Unis.

### Réponse critique
Le site Web de l'agrégateur d'avis Rotten Tomatoes a fait état d'une note d'approbation de 71 % sur la base de 24 avis pour la première saison, avec une note moyenne de 5,9 / 10. Le consensus critique du site se lit comme suit : « La première saison solidement écrite et offre des personnages convaincants et des indices sur un potentiel plus large, même s'il est quelque peu miné par un sentiment général de prévisibilité. » Metacritic, qui utilise une moyenne pondérée, a attribué une note de 57 sur 100 sur la base de 16 critiques, indiquant "des critiques mitigées ou moyennes". IMDb lui a attribué une note de 7,8 / 10 sur une moyenne de 32 000 avis.